# Europameisterschaften der Rhythmischen Sportgymnastik 2025
Die Europameisterschaften der Rhythmischen Sportgymnastik 2025 wurden vom 4. bis 8. Juni in der estnischen Hauptstadt Tallinn ausgetragen. Austragungsort der Wettkämpfe war die Unibet Arena.

## Ergebnisse

### Seniorinnen
| Disziplin           | Gold | Silber | Bronze |
| ------------------- | --- | --- | --- |
| Mannschaft          | ItalienEinzel Sofia Raffaeli Tara Dragas Alice Taglietti Gruppe Chiara Badii Serena Ottaviani Alexandra Naclerio Laura Paris Sofia Sicignano Giulia Segatori | UkraineEinzel Taissija Onofrijtschuk Polina Karika Gruppe Jelysaweta Assa Diana Bajewa Oleksandra Juschtschak Walerija Peremeta Kira Schyrykina Anastassija Ikan | IsraelEinzel Daniela Munits Lian Rona Meital Maayam Sumkin Gruppe Kristina Eilon Ternovski Maya Gamliel Agam Gev Arina Gvozdetskaia Varvara Salenkova Lian Suharevich |
| Einzelfinals        | | | |
| Mehrkampf           | Taissija Onofrijtschuk | Stilijana Nikolowa | Darja Varfolomeev |
| Reifen              | Stilijana Nikolowa | Sofia Raffaeli | Taissija Onofrijtschuk |
| Ball                | Stilijana Nikolowa | Anastasia Simakova | Meital Maayam Sumkin |
| Keulen              | Stilijana Nikolowa | Taissija Onofrijtschuk | Sofia Raffaeli |
| Band                | Darja Varfolomeev | Meital Maayam Sumkin | Taissija Onofrijtschuk |
| Gruppenfinals       | | | |
| Mehrkampf           | SpanienMarina Cortelles Inés Bergua Andrea Fernández Lucía Muñoz Salma Solaun Andrea Corral                                                                  | IsraelKristina Eilon Ternovski Maya Gamliel Agam Gev Arina Gvozdetskaia Varvara Salenkova Lian Suharevich                                                        | UngarnMandula Virág Mészáros Mónika Urbán-Szabó Grek Fruzsina Dóra Szabados Dalma Pesti Júlia Farkas                                                                  |
| 5 Bänder            | SpanienMarina Cortelles Inés Bergua Andrea Fernández Lucía Muñoz Salma Solaun Andrea Corral                                                                  | FrankreichMaëlys Laporte Justine Lavit Salomé Lozano Léon Naia Okasha Margaux Sol Shana Loxton-Vernaton                                                          | ItalienChiara Badii Serena Ottaviani Alexandra Naclerio Laura Paris Sofia Sicignano Giulia Segatori                                                                   |
| 3 Bänder & 2 Reifen | SpanienMarina Cortelles Inés Bergua Andrea Fernández Lucía Muñoz Salma Solaun Andrea Corral                                                                  | UkraineJelysaweta Assa Diana Bajewa Oleksandra Juschtschak Walerija Peremeta Kira Schyrykina Anastassija Ikan                                                    | DeutschlandNeele Arndt Melanie Dargel Olivia Falk Walerija Peremeta Helena Ripken Anna-Maria Shatokhin Emilia Wickert                                                 |

### Juniorinnen
| Disziplin     | Gold | Silber                                                                            | Bronze |
| Gruppenfinals | Gruppenfinals | Gruppenfinals                                                                     | Gruppenfinals                                                                                                   |
| ------------- | --- | --------------------------------------------------------------------------------- | --- |
| Mehrkampf     | UkraineAhata Bilenko Anastassija Nikolenko Oleksandra Nikol Samoukina Kateryna Scherschen Marharyta Melnyk Taissija Redka | SpanienMónica de Juana Paula Donoso Noa Esplugues Claudia Mariño Cynthia Ortega   | ItalienFlavia Cassano Virginia Galeazzi Elisa Comignani Chiara Cortese Ginevra Pascarella Elisabetta Valdifiori |
| 5 Reifen      | ItalienFlavia Cassano Virginia Galeazzi Elisa Comignani Chiara Cortese Ginevra Pascarella Elisabetta Valdifiori           | PolenMaria Majkowska Laura Tłaczała Valeriia Pinska Natalia Idziniak Lea Turowska | IsraelMelani Malka Avigail Shved Emilia Roitman Sofia Prezhyn Keren Sobol                                       |
| 10 Keulen     | UkraineAhata Bilenko Anastassija Nikolenko Oleksandra Nikol Samoukina Kateryna Scherschen Marharyta Melnyk Taissija Redka | IsraelMelani Malka Avigail Shved Emilia Roitman Sofia Prezhyn Keren Sobol         | BulgarienAnania Dimitrowa Iwajla Welkowska Raja Boschilowa Gabriela Trajkowa Joana Motewa Elena Christowa       |

## Medaillenspiegel
| Platz  | Land        | Gold | Silber | Bronze | Gesamt |
| ------ | ----------- | ---- | ------ | ------ | ------ |
| 1      | Ukraine     | 3    | 3      | 2      | 8      |
| 2      | Bulgarien   | 3    | 1      | 1      | 5      |
| 3      | Spanien     | 3    | 1      | –      | 4      |
| 4      | Italien     | 2    | 1      | 3      | 6      |
| 5      | Deutschland | 1    | 1      | 2      | 4      |
| 6      | Israel      | –    | 3      | 3      | 6      |
| 7      | Frankreich  | –    | 1      | –      | 1      |
| 7      | Polen       | –    | 1      | –      | 1      |
| 9      | Ungarn      | –    | –      | 1      | 1      |
| Gesamt | Gesamt      | 12   | 12     | 12     | 36     |